# Indiana Legends
Gli Indiana Legends furono una franchigia di pallacanestro della ABA 2000, con sede a Indianapolis.
Tra i fondatori della nuova ABA disputarono due stagioni, nella prima delle quali raggiunsero le semifinali, persa poi contro i futuri campioni dei Detroit Dogs, sciogliendosi al termine della stagione 2001-02.

## Stagioni
| Stagione | Lega     | Denominazione   | V  | P  | %    | Piazzamento | Play-off           |
| -------- | -------- | --------------- | -- | -- | ---- | ----------- | ------------------ |
| 2000-01  | ABA 2000 | Indiana Legends | 18 | 24 | 42,9 | 3º          | Finale di division |
| 2001-02  | ABA 2000 | Indiana Legends | 10 | 22 | 31,3 | 6º          | Quarti di finale   |